# 라울 월시

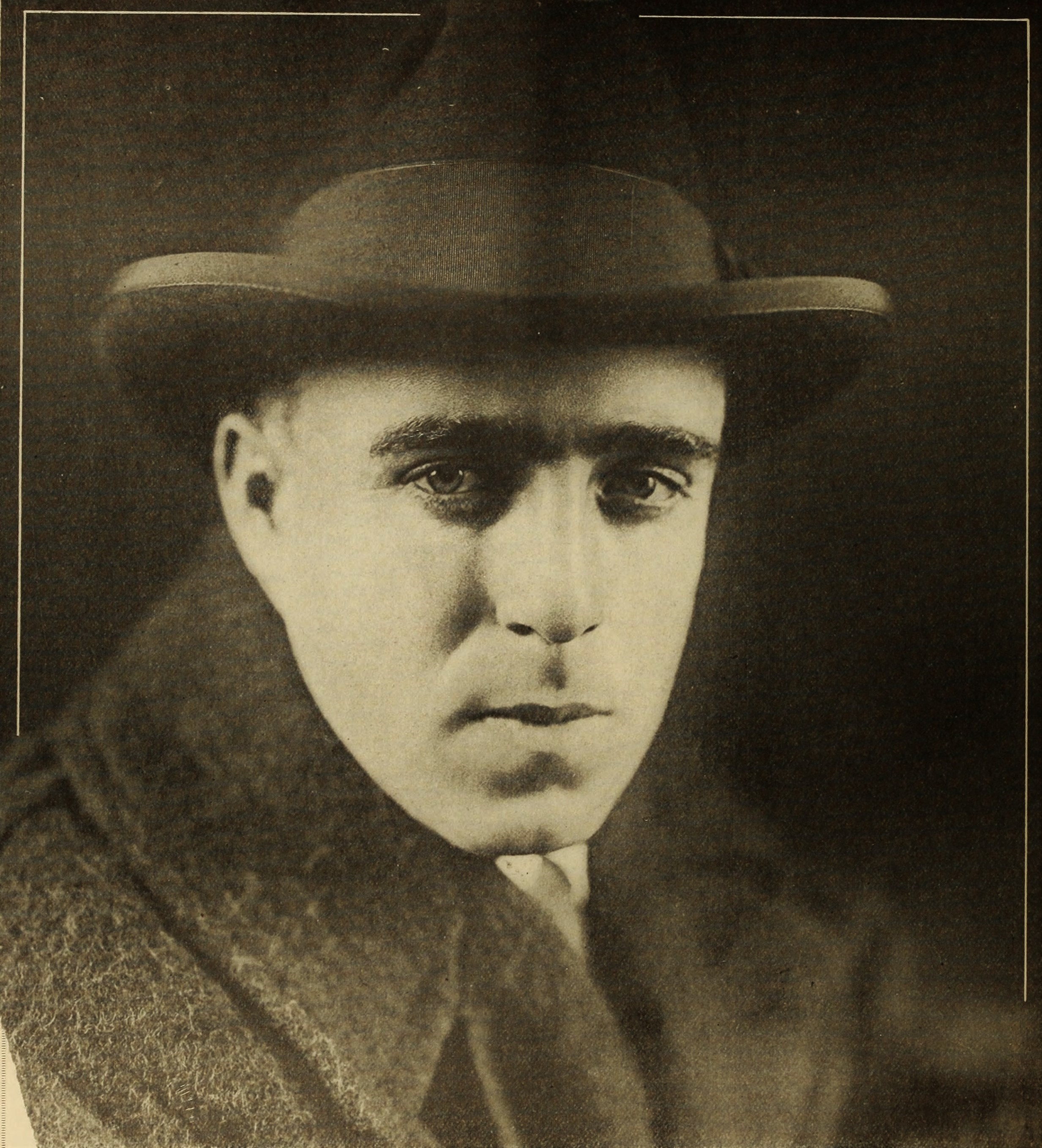

라울 월시(Raoul Walsh, 1887년 3월 11일 ~ 1980년 12월 31일)는 미국의 영화 감독이다.
맨해튼에서 태어났으며 시미밸리에서 사망하였다. 사인은 심혈관계 질환이다. 시미밸리에 매장되었다.

## 영화
- 《클론다이크 애니》 (1936)

- 라울 월쉬 또는 좋았던 옛 시절 (1966년) - 본인 역
- 9월이 오면 (1961년)
- 마린 레츠고 (1961년)
- 에스더와 왕 (1960년)
- 나자와 사자 (1958년)
- 검은 태양은 밝아온다 (1957년)
- 더 리볼트 오브 메이미 스토버 (1956년)
- 애욕과 전장 (1955년)
- 거인 (1955년)
- 결투 1대 3 (1953년)
- 한없는 추적 (1953년)
- 르뮈세 백작 부인 (1953년)
- 해적, 검은수염 (1952년)
- 세계를 그의 품안에 (1952년)
- 어롱 더 그레이트 디바이드 (1951년)
- 북을 울려라 (1951년)
- 콜로라도 테리토리 (1949년)
- 이츠 어 그레이트 필링 (1949년)
- 화이트 히트 (1949년)
- 전투 비행대 (1948년)
- 더 맨 아이 러브 (1947년)
- 추적 (1947년)
- 샌 안토니오 (1945년)
- 솔티 오로키 (1945년)
- 오브젝티브 버마 (1945년)
- 노던 퍼슈트 (1943년)
- 데스퍼레이트 저니 (1942년)
- 철완 짐 (1942년)
- 맨파워 (1941년)
- 하이 시에라 (1941년)
- 장렬 제7기병대 (1941년)
- 그들은 밤에 달린다 (1940년)
- 세인트 루이스 블루스 (1939년)
- 포효하는 20년대 (1939년)
- 콜리지 스윙 (1938년)
- 아티스트 & 모델 (1937년)
- 에브리 나잇 앤 에이트 (1935년)
- 고잉 헐리우드 (1933년)
- 미 앤 마이 걸 (1932년)
- 빅 트레일 (1930년)
- 추억의 아리조나 (1929년)
- 새디 톰슨 (1928년)
- 바그다드의 도둑 (1924년)